# Gåte
Gåte — норвежская фолк-рок группа, основанная в Трёнделаге в 1999 году. Группа сочетает в себе традиционную норвежскую народную музыку и прогрессивный рок.
В 2024 году выиграли Melodi Grand Prix с песней «Ulveham» и представили Норвегию на конкурсе Евровидение-2024 в Мальмё, заняли 25 место.

## История группы

### Ранние годы
История группы восходит к весне 1999 года, когда тогда ещё 13-летняя вокалистка Гуннхильда Сундли и её старший брат Свейнунг работали на концертной площадке Veita Scene в Тронхейме. Однажды в их родном Тронхейме давала концерт группа Garmarna, участники которой пригласили выступить Гуннхильду у них на разогреве, и она согласилась выступить только при условии, что c ней будет её брат Свейнунг После успешного выступления началось формирование самой группы. Совместные репетиции Гуннхильды и Свейнунга привели их к сотрудничеству с Магнусом Бёрмарком, Халвором Хёмом и Мартином Лэнгли. В том же году к группе присоединился Гьермунд Ландро, и в 2000 году они выпустили дебютный одноимённый EP с пятью песнями, среди которых были колыбельная «Byssan Lull» и гимн «Eg veit i himmelrik ei borg».

### Прорыв и распад (2002—2005)

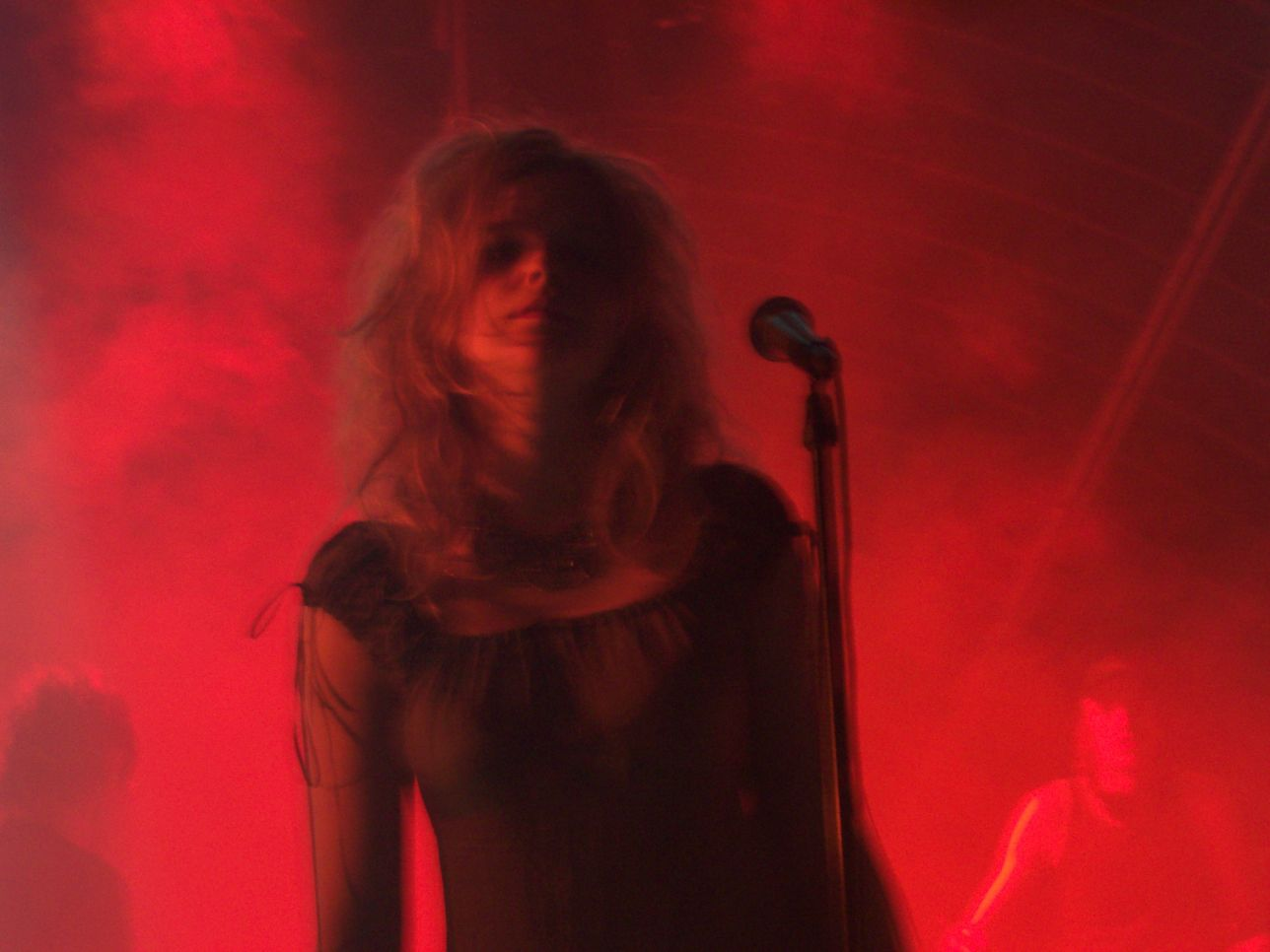
Gåte на фестивале Rock mot rus 2005.

В следующем году группа подписала контракт с Warner Music. В марте 2002 года вышел «Gåte EP», занявший второе место в норвежском чарте синглов.
В том же году выступили на фестивале by:Larm в Кристиансанде, а в сентябре вышел дебютный альбом Jygri. Альбом был продан тиражом 40 000 копий и получил премию Spellemannprisen в категории «новичок года». Они также были номинированы на премию Alarmprisen 2003 в категории лучший рок-альбом, и тем же годом удостоены премией Prøysenprisen.
За следующий альбом Iselilja 2004 года они были номинированы на премии Spellemannprisen 2004 и Alarmprisen 2005 в категории рок. Также были номинированы на премию Alarmprisen 2005 в категории «исполнитель года вживую». Группа распалась в 2005 году и отыграв последний концерт 31 декабря в Рокфеллер-центре в Осло.

### Перерыв (2005—2017)
Несмотря на распад, группа продолжала давать концерты. 3 апреля 2006 года группа выпустила концертный альбом Liva с записями предпоследнего концерта группы, который состоялся в Рокфеллеровском зале в Осло 30 декабря 2005 года. В альбом вошла песня «Venelite», ранее не издававшаяся. Позже в том же году вышел DVD Liva с записями того же концерта. Диск включал в себя бонусный материал, в том числе с концерта на фестивале Роскилле в 2003 году. На этом и ряде других концертов совместно выступал фолк-музыкант Кнут Буэн. Он написал текст и мелодию песни «Kjærleik», которая входила в альбом Iselilja.
24 октября 2009 года участвовали в культурном фестивале UKA в Тронхейме, в долине Дёденс дал. Предполагалось, что это будет единичное выступление, но группа продолжила небольшой летний тур из пяти концертов летом 2010 года. Серия выступлений завершились шоу в Operataket в Осло 20 августа 2010 года, что было началом временной паузы в творчестве коллектива.

### Возвращение и новая музыка (2017—2023)
В 2017 году вернулись с частично оригинальным и частично новым составом: Гуннхильда Сундли, Свейнунг Сундли и Магнус Бёрмарк из первоначального состава, а также два новых участника группы Йон Эвен Шерер и Матс Паулсен на барабанах и басу, соответственно. Йон Эвен Шерер был фанатом Gåte с подросткового возраста и посетил множество концертов группы, прежде чем стать её участником. До этого он играл в Группе «Krast». Матс Паулсен был давним другом участников группы, с 1999 по 2002 он играл на барабанах в тронхеймской группе «Torch», после чего ещё год был гитаристом в данной группе. В 2003 он ушёл из группы «Torch». После паузы в карьере Gåte он, вместе с Магнусом Бёрмарком, играл в группе «22». В 2017, когда Gåte приняли решение о воссоединении, Магнус пригласил Матса с собой в Gåte, и он ответил согласием.

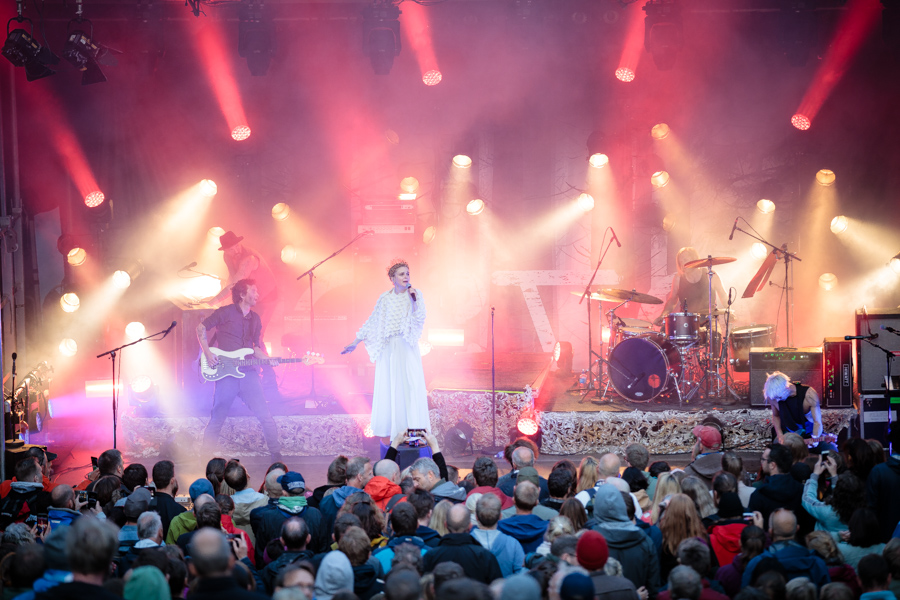
Gåte на сцене в 2018 году

Новый материал был написан в сотрудничестве с фолк-музыкантом Кнутом Буэном в качестве автора текстов. Буэн известен как мастер игры на норвежской скрипке — хардингфеле, а также опытный сказитель и поэт. После воссоединения в ноябре 2017 года группа выпустила четырёхепессенный EP «Attersyn». Два трека основаны на средневековых балладах, а два написаны недавно. В ноябре 2018 года группа выпустила третий студийный альбом Svevn. В 2021 году вышел ещё один EP «Til Nord», за которым в том же году последовал четвёртый студийный альбом группы Nord.
Новые записи имеют разнообразное звуковое сопровождение с акцентом на традиционную норвежскую фолк-музыку. Помимо сотрудничества с Буэном, группа использовала материалы Астрид Крог Халсе, а также они продолжали традиции норвежских фолк-рок формаций, таких как Folque и Kong Lavring.

### Новый тур, Melodi Grand Prix 2024 и Евровидение-2024 (2023—2024)
В 2023 году вышла совместная с группой Djerv песня «Svarteboka», текст которой частично был написан Норой Экло, женой Свейнунга Сундли. Осенью 2023 года отправились в тур по всей Норвегии и нескольким городам Дании, с материалом со своего грядущего альбома. Тур стал самым масштабным за всю историю группы. Также в 2023 году один из основателей группы, Свейнунг Сундли, принял решение покинуть группу, чтобы сосредоточиться на проекте своего сына, однако он не перестал помогать Gåte, участвовал в написании песни «Ulveham» и сопровождал группу на Евровидении 2024. В качестве нового участника группы было решено пригласить Джона Стенерсена, который до этого играл в группе «Bergtatt», а также по сей день выступает с группой «Wardruna». В Gåte он играет на никельхарпе. 2 декабря 2023 года вышел EP «Vandrar». В январе 2024 года NRK объявила, коллектив среди участников Melodi Grand Prix 2024. Группа участвовала с песней «Ulveham» и вышла в финал второго полуфинала в субботу, 20 января. Группа быстро стала фаворитом на победу в финале на арене Trondheim Spektrum в субботу, 3 февраля 2024 года. Выиграли конкурс, набрав наибольшее количество зрительских голосов. 3 мая 2024 года Gåte выпустили альбом «Ulveham», нацеленный на европейскую аудиторию, куда они включили наиболее удачные, по их мнению, песни из альбомов «Vandrar» и «Nord», а также сингл «Huldra» 2019 года и записанная в марте 2024 лайв-версия песни «Kjærleik» совместно с хором «Артемис» (Koret Artemis) в замке Акерсхус. Gåte представили Норвегию на конкурсе Евровидение-2024 в Мальмё, где 9 мая 2024 вышли в финал конкурса. В финале, 11 мая 2024 года, они заняли 25 место. С июня по октябрь 2024 группа находилась в туре по городам Норвегии, в число которых вошёл масштабный концерт в Опере Осло 18 августа. 27 ноября 2024 года Gåte выпустили сингл «På veg». В декабре 2024 их ожидает европейский тур, после чего они начнут работу над новым альбомом. Также в сентябре было объявлено, что солистка группы, Гуннхильда Сундли, исполнит официальный гимн Чемпионата Мира по лыжным видам спорта в Тронхейме 2025. Сама песня под названием «For What We Love» была выпущена 1 ноября 2024 года. 26 февраля Гуннхильда исполнит её на главной площади Тронхейма вживую в рамках церемонии открытия Чемпионата Мира.

## Состав

### Текущий состав
- Гуннхильда Сундли — вокалистка, скрипка
- Магнус Бёрмарк — гитара, вокал
- Йон Эвен Шерер — ударные, перкуссия, вокал (2017-)
- Матс Паулсен — бас, вокал (2017-)
- Джон Стенерсен — никельхарпа, клавиши, вокал (2023-)

### Бывшие участники
- Халвор Хоэм — гитара (1999—2001)
- Гьермунд Ландро — бас-гитара, вокал (2000—2005)
- Кеннет Капстад — ударные, перкуссия (2005)
- Мартин Лэнгли — ударные (1999—2005)
- Оле Йонас Сторли — клавишные (2017)
- Катрин Фрёдер — бас, клавишные, вокал (2017)
- Свейнунг Сундли — скрипка Хардинга, клавиши, вокал (1999—2023)

## Дискография

### Студийные и концертные альбомы
- Jygri (2002)
- Iselilja (2004)
- Liva (концертный альбом, 2006)
- Svevn (2018)
- Nord (2021)

### EP и синглы
- «Gåte EP» (так же Gammel) (2000)
- «Gåte EP (2002)» (так же Grusomme skjebne) (2002)
- «Statt opp» (EP, 2003)
- «Sjå attende» (сингл, 2004)
- «Attersyn» EP (2017)
- «Huldra» (2019)
- «Til Nord» EP (2021)
- «Vandrar» EP (2023)
- «Ulveham» (2023/2024)
- «På veg» (27.11.2024)